# Hipolit Roszczynialski

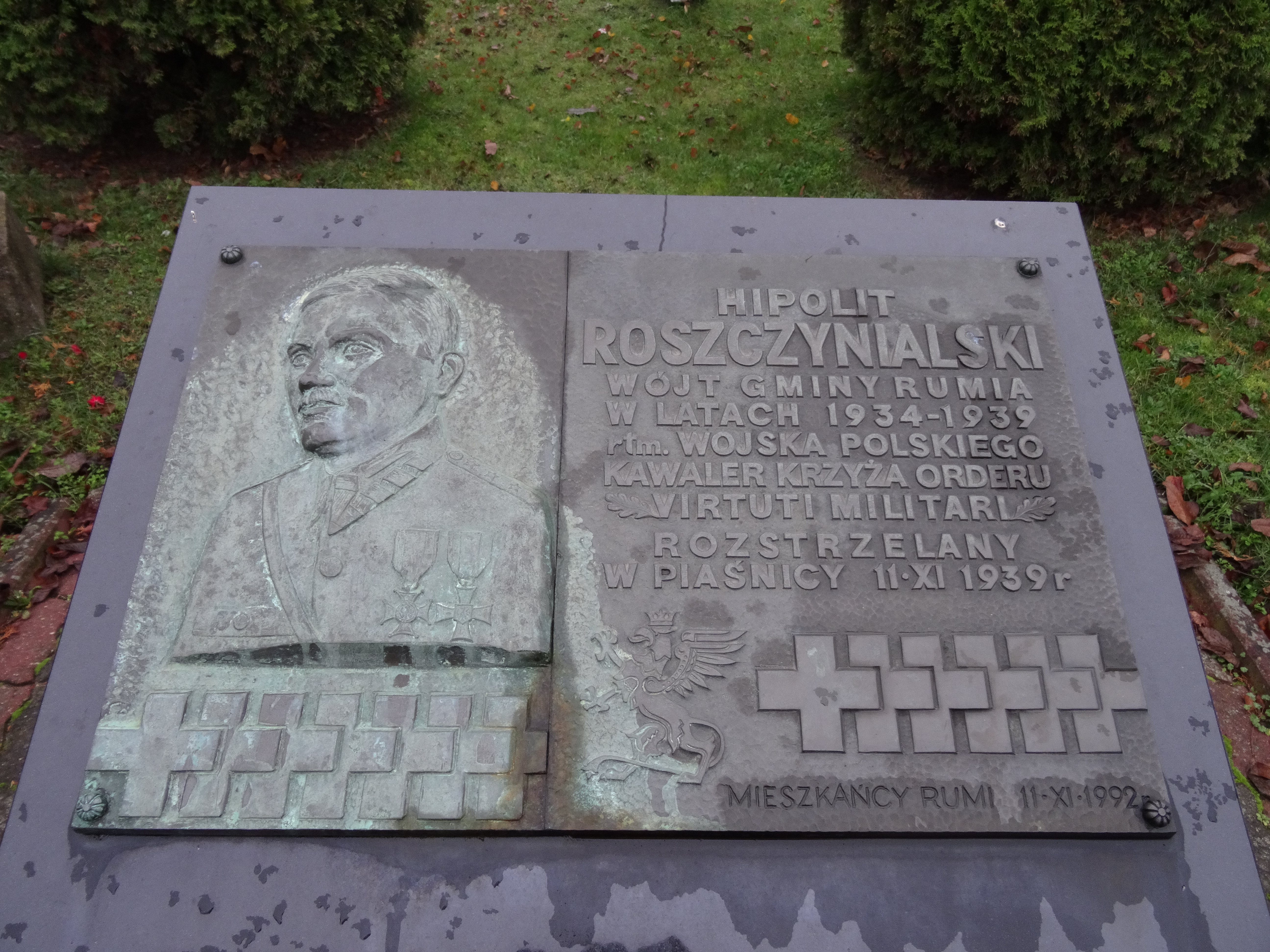
Tablica pamięci Hipolita Roszczynialskiego, Rumia.

Hipolit Roszczynialski (ur. 6 września 1897 w Łężycach (dawny powiat morski), zamordowany 11 listopada 1939 w Piaśnicy) – polski działacz samorządowy w II RP, wójt gminy Rumia-Zagórze, rotmistrz rezerwy 18 pułku ułanów.

## Życiorys
Wywodził się ze znanego rodu pomorskiego. Jego rodzice, Jan Marian i Eufrozyna Justyna (z domu Malotka-Trzebiatowska) posiadali w Łężycach gospodarstwo rolne. Był jednym z jedenaściorga rodzeństwa, jego bratem był ksiądz Edmund Roszczynialski, szambelan papieski oraz zasłużony działacz niepodległościowy.
Ukończył szkołę powszechną w Łężycach, a następnie gimnazjum klasyczne w Wejherowie, gdzie uzyskał świadectwo maturalne. Tam też w latach 1908–1914 działał w tajnej organizacji młodzieży polskiej (Filomaci Pomorscy). Znany był z tego, że w gimnazjum ostentacyjnie posługiwał się językiem polskim, pomimo szyderstw niemieckich kolegów i profesorów. Podobnie jak jego starszy brat (Jan) chciał zostać żołnierzem i dlatego wyjechał do Czerniachowska (Insterburga) do Szkoły Strzelców Konnych.

### Udział w I wojnie światowej
Po ukończeniu Szkoły Strzelców Konnych został wcielony do armii niemieckiej. W listopadzie 1918, po wybuchu rewolucji w Niemczech, został zdemobilizowany i wrócił do Łężyc. Oprócz pracy na rodzinnym gospodarstwie organizował konspiracyjne oddziały złożone z młodych Polaków wcielonych do armii niemieckiej. Celem organizacji była walka o wyzwolenie Pomorza. Zdekonspirowany przez żandarmerię niemiecką, został oskarżony o zdradę stanu i musiał uciekać. W połowie 1919 przedarł się przez granice i przedostał na wyzwolone wschodnie tereny Polski. Wstąpił do Pomorskiego Pułku Strzelców w Toruniu. Następnie, na własną prośbę, został przeniesiony do 4 pułku Ułanów Nadwiślańskich w Poznaniu. Stamtąd dołączył do 18 pułku Ułanów Pomorskich w Grudziądzu. W 1919 został przerzucony na front wojny polsko-bolszewickiej z przydziałem do I Brygady Ułanów Legionów Polskich, w której walczył do końca 1921. Został awansowany do stopnia podporucznika. Za odwagę i bohaterstwo otrzymał Krzyż Walecznych, Krzyż Orderu Virtuti Militari V klasy oraz Medal Niepodległości. W 1922 przeszedł do rezerwy i wrócił do Łężyc. Po przejściu do rezerwy, utrzymał kontakty z żołnierzami 18 pułku ułanów w Grudziądzu (zarówno z podwładnymi, równymi stopniem jak i zwierzchnikami). W międzyczasie awansował na stopień porucznika, zaś w 1932 został rotmistrzem rezerwy.

### Działalność społeczna
W okresie międzywojennym, oprócz pracy na gospodarstwie, zaangażował się w działalność społeczną. Działał w Kółkach Rolniczych i Samorządzie Terytorialnym powiatu morskiego. Został najpierw zastępcą wójta, a później wójtem w rodzinnych Łężycach. W latach 1934–1939 pełnił stanowisko wójta gminy Rumia-Zagórze. 
Starał się o nadanie praw miejskich dynamicznie rozwijającej się Rumi, organizował opiekę społeczną i rozwijał bazę oświatową. Wśród działań gminy można wymienić oddanie do użytku w styczniu 1936 domu dla ubogich, który mieścił się w budynku obecnego Zespołu Szkół Ponadgimnazjalnych nr 2.

### Aresztowanie i śmierć
Po wybuchu II wojny światowej, 12 września 1939 został aresztowany przez Niemców wraz z innymi przedstawicielami polskiej inteligencji. Został stracony 11 listopada 1939 w Piaśnicy. Według relacji świadków niemieckich, przesłuchiwanych po wojnie przez Okręgową Komisję Badania Zbrodni Hitlerowskich w Gdańsku, rotmistrz rezerwy Hipolit Roszczynialski zachował w czasie egzekucji bohaterską postawę, budząc podziw nawet u swoich oprawców.
Hipolit Roszczynialski jest patronem Zespołu Szkół Ponadgimnazjalnych nr 2 w Rumi.